# Liu Wen
Liu Wen (chiń. upr. 刘雯; chiń. trad. 劉雯; pinyin Liú Wén; ur. 27 stycznia 1988) – chińska modelka. Była pierwszą modelką ze wschodniej Azji, która pojawiła się na Victoria’s Secret Fashion Show.
W 2013 roku, jako pierwsza azjatycka modelka znalazła się na liście najlepiej zarabiających modelek magazynu Forbes